# Guglielmo VI d'Angoulême
Guglielmo VI Tagliaferro, conte d'Angoulême (... – 7 agosto 1179), fu conte d'Angoulême dal 1140 alla sua morte.

## Origine
Secondo la Historia Pontificum et Comitum Engolismensis, Guglielmo era il figlio primogenito del conte d'Angouleme, Vulgrino II e della moglie, Ponzia (Pontia filia Comitis de Marcha), figlia del conte de La Marche, per diritto di matrimonio (de iure uxoris), Ruggero, e della moglie, la contessa de La Marche, Almodis, che, secondo il Chronicon sancti Maxentii Pictavensis, Chroniques des Eglises d'Anjou, era la sorella del conte de La Marche, Bosone III.
Secondo la Historia Pontificum et Comitum Engolismensis, Vulgrino II d'Angoulême era il figlio primogenito del conte d'Angouleme, Guglielmo V e della moglie, Vitapoi, figlia del guascone visconte di Benagues, Amani o Amaniei.

## Biografia
Suo padre, Vulgrino II, colpito da febbri acute e dolorose, fece testamento e, all'età di 51 anni, dopo aver retto la contea per venti, morì, il 16 settembre 1140 e fu tumulato nell'abbazia di San Cybard ad Angoulême.
Nella contea d'Angouleme gli succedette Guglielmo, il figlio primogenito, come Guglielmo VI.
Uno dei primi atti di Guglielmo, secondo il documento n° CLIV del Cartulaire de l'église d'Angoulême, datato 1144, fu di confermare la riscossione delle tasse ai canonici della cattedrale di Angoulême, già concessa da suo padre ed estendere tale diritto anche ai monaci dell'abbazia di San Cybard.
Secondo la Historia Pontificum et Comitum Engolismensis, Guglielmo ebbe un ottimo rapporto col re di Francia e duca d'Aquitania, Luigi VII: lo affiancò intatte le sue guerre, e lo seguì in Terra Santa, nella seconda Crociata, e, dopo essere stato ricevuto con onore dal re di Sicilia (Ruggero II di Sicilia) e dall'imperatore bizantini (Manuele I Comneno) raggiunse Gerusalemme.
Sempre secondo la Historia Pontificum et Comitum Engolismensis, Guglielmo, dopo essere tornato dalla seconda crociata, ebbe un periodo travagliato, dovette sostenere delle guerre con i fratellastri, Folco (signore di Matha) e Goffredo (signore di Anville), e col cognato (marito della sorellastra), Rainulfo di Jarnac, ed anche con Guido de La Rochefoucauld.
Nel 1178, secondo il Ex Chronico Gaufredi Vosiensis, Guglielmo (Guillermus filius Wlgrimi Comes Engolismensis), assieme al visconte Ademaro di Limoges (Ademarus Vicecomes Lemovicensis) ad altri feudatari partirono per un pellegrinaggio a Gerusalemme (ascenderunt Hierosolyman), e durante il viaggio, a Messina, Guglielmo Tagliaferro morì, il 7 agosto (Engolismensis Comes Guillermus Sector-ferri obiit VII Id Aug apud Messinam Siciliæ urbe).
Nella contea d'Angouleme gli succedette il figlio primogenito Vulgrino, come Vulgrino III.

## Matrimoni e discendenza
Secondo la Ex Chronico Gaufredi Vosiensis, Guglielmo, in prime nozze, dopo il 1137, aveva sposato Emma di Limoges (Ennoa seu Emma), figlia del conte di Limoges, Ademaro III (aliam tamen filiam [Ademari]) e della sua seconda moglie, Maria des Cars. Emma era al suo terzo matrimonio, essendo rimasta vedova, prima di Bardone di Cognac (Bardoni de Coniaco), e poi, nel 1137, del suo secondo marito, il duca di Aquitania, duca di Guascogna e conte di Poitiers, Guglielmo X.Guglielmo da Emma non ebbe figli.
Sempre secondo la Ex Chronico Gaufredi Vosiensis, Guglielmo, dopo essere rimasto vedovo, tra il 1150 ed il 1151, aveva sposato, in seconde nozze, Margherita di Turenna, sorella del visconte di Turenna, Bosone II, quindi figlia del visconte di Turenna, Raimondo I e della moglie, Matilde di Perche. Matilde era al suo terzo matrimonio, essendo rimasta vedova, nel 1148, del visconte Ademaro IV di Limoges, che, in seconde nozze, aveva sposato Ebles III, visconte di Ventadour, dal quale dopo due anni dovette separarsi causa consanguineità.
Guglielmo da Margherita ebbe sei figli:
- Vulgrino († 1181), conte d'Angouleme[3][8];
- Guglielmo († 1186), conte d'Angouleme[3][8];
- Ademaro (1160 - 1202), conte d'Angouleme[3][8];
- Griset († 1190 circa), citato nel documento n° 302 del Cartulaire de l'abbaye de Saint-Amand-de-Boixe (non consultato)[10];
- Folco († 1180 circa), citato nel documento n° 302 del Cartulaire de l'abbaye de Saint-Amand-de-Boixe (non consultato)[10];
- Almodis († dopo il 1210), che, in prime nozze aveva sposato Amanieu IV, signore d'Albret (1162-1209), ed in seconde nozze, Bernardo III, visconte di Brosse.

## Ascendenza
|                          |                          |                           | Genitori                |  |  | Nonni |  |  | Bisnonni          |  |  | Trisnonni            |  |
|                          |                          |                           |                         |  |  |       |  |  | Folco d'Angoulême |  |  | Goffredo d'Angoulême |  |
|                          |                          |                           |                         |  |  |       |  |  | Folco d'Angoulême |  |  | Goffredo d'Angoulême |  |
|                          |                          | Petronilla d'Archiac      |                         |  |  |       |  |  | Folco d'Angoulême |  |  |                      |  |
| Guglielmo V d'Angoulême  |                          |                           |                         |  |  |       |  |  | Folco d'Angoulême |  |  |                      |  |
|                          |                          | Condoha d'Eu              | Roberto I d'Eu          |  |  |       |  |  |                   |  |  |                      |  |
|                          |                          | Condoha d'Eu              | Roberto I d'Eu          |  |  |       |  |  |                   |  |  |                      |  |
|                          |                          | Condoha d'Eu              | Beatrice                |  |  |       |  |  |                   |  |  |                      |  |
| Vulgrin II d'Angoulême   |                          | Condoha d'Eu              |                         |  |  |       |  |  |                   |  |  |                      |  |
|                          |                          | Amani di Benagues         | …                       |  |  |       |  |  |                   |  |  |                      |  |
|                          |                          | Amani di Benagues         | …                       |  |  |       |  |  |                   |  |  |                      |  |
|                          |                          | Amani di Benagues         | …                       |  |  |       |  |  |                   |  |  |                      |  |
| Vitapoi di Benagues      |                          | Amani di Benagues         |                         |  |  |       |  |  |                   |  |  |                      |  |
|                          |                          | …                         | …                       |  |  |       |  |  |                   |  |  |                      |  |
|                          |                          | …                         | …                       |  |  |       |  |  |                   |  |  |                      |  |
|                          |                          | …                         | …                       |  |  |       |  |  |                   |  |  |                      |  |
| Guglielmo VI d'Angoulême |                          | …                         |                         |  |  |       |  |  |                   |  |  |                      |  |
|                          | Ruggero II di Montgomery | Ruggero I di Montgomery   |                         |  |  |       |  |  |                   |  |  |                      |  |
|                          | Ruggero II di Montgomery | Ruggero I di Montgomery   |                         |  |  |       |  |  |                   |  |  |                      |  |
|                          | Ruggero II di Montgomery | Iosselina                 |                         |  |  |       |  |  |                   |  |  |                      |  |
| Ruggero di Poitou        | Ruggero II di Montgomery |                           |                         |  |  |       |  |  |                   |  |  |                      |  |
|                          |                          | Mabel di Bellême          | Guglielmo II Talvas     |  |  |       |  |  |                   |  |  |                      |  |
|                          |                          | Mabel di Bellême          | Guglielmo II Talvas     |  |  |       |  |  |                   |  |  |                      |  |
|                          |                          | Mabel di Bellême          | Hildeburga              |  |  |       |  |  |                   |  |  |                      |  |
| Ponzia de La Marche      |                          | Mabel di Bellême          |                         |  |  |       |  |  |                   |  |  |                      |  |
|                          |                          | Adalberto II de La Marche | Bernardo I de La Marche |  |  |       |  |  |                   |  |  |                      |  |
|                          |                          | Adalberto II de La Marche | Bernardo I de La Marche |  |  |       |  |  |                   |  |  |                      |  |
|                          |                          | Adalberto II de La Marche | Amelia de Rasés         |  |  |       |  |  |                   |  |  |                      |  |
| Almodis I de La Marche   |                          | Adalberto II de La Marche |                         |  |  |       |  |  |                   |  |  |                      |  |
|                          |                          | Ponzia                    | …                       |  |  |       |  |  |                   |  |  |                      |  |
|                          |                          | Ponzia                    | …                       |  |  |       |  |  |                   |  |  |                      |  |
|                          |                          | Ponzia                    | …                       |  |  |       |  |  |                   |  |  |                      |  |
|                          |                          | Ponzia                    |                         |  |  |       |  |  |                   |  |  |                      |  |

### Fonti primarie
- (LA)  Historia Pontificum et Comitum Engolismensis.
- (LA)  Cartulaire de l'église d'Angoulême.
- (LA)  Chronicon sancti Maxentii Pictavensis, Chroniques des Eglises d'Anjou.
- (LA)  Recueil des historiens des Gaules et de la France. Tome 12.

### Letteratura storiografica
- Louis Alphen, La Francia: Luigi VI e Luigi VII (1108-1180), in: Storia del mondo medievale, vol. V, 1980, pp. 705–739